# Taruntius (cráter)

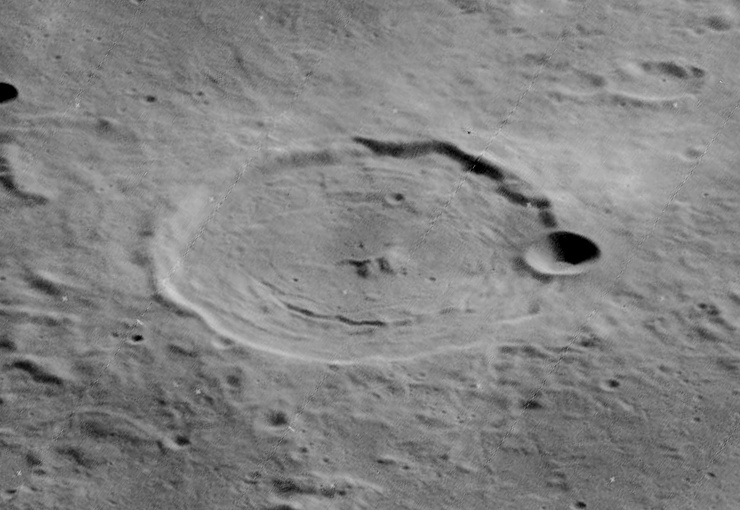
Fotografía de la misión Lunar Orbiter 4 (1967)

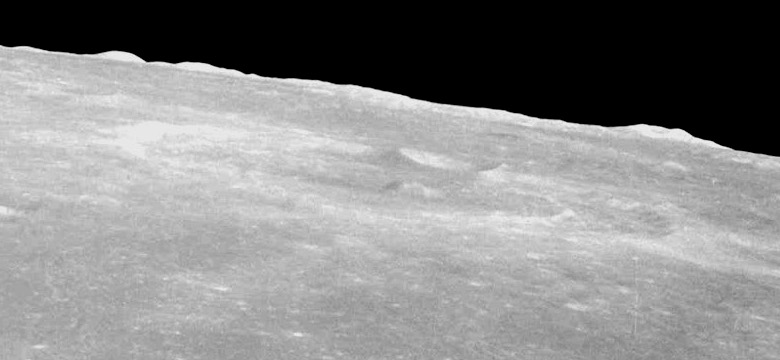
Fotografía de la misión Apolo 8

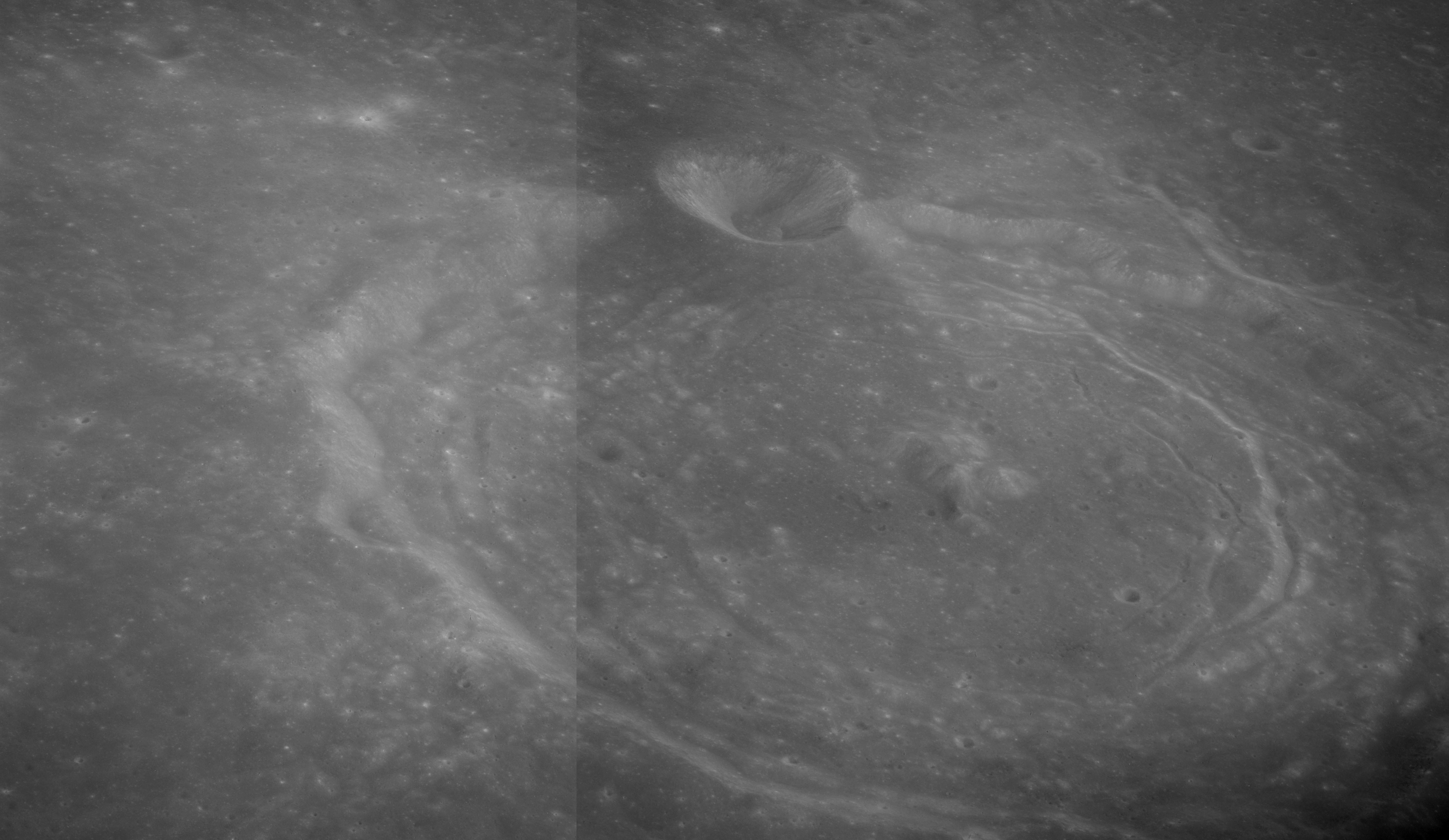
Fotografía de la misión Apolo 10

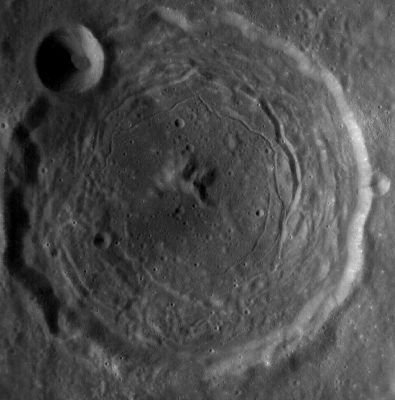
Fotografía de la misión LRO

Taruntius es un cráter de impacto lunar situado en el extremo noroeste del Mare Fœcunditatis. Al noroeste se halla el cráter inundado de lava Lawrence; al norte se encuentran los cráteres Watts y da Vinci; y al suroeste se sitúa el cráter Secchi.
|  |

Desde este cráter la Tierra aparece en el cielo lunar algo más de 5 grados hacia el oeste, con una elevación de 44 grados sobre el horizonte. El Sol se levanta justo después de que la luz reflejada por la Tierra alcanza el cuarto creciente, y se pone justo después de que la Tierra alcanza el 75% de su brillo total.

## Descripción
La superficie sobre la que se asienta Taruntius presenta un número inusual de cráteres palimpsestos y de restos inundados de lava, especialmente al suroeste, en el Mare Fecunditatis.
|  |

El borde exterior de Taruntius es superficial, pero forma un conjunto complejo de rampas agrietadas sobre la mare cercana, especialmente al norte y al sudoeste. El borde aparece interrumpido al noroeste por el pequeño cráter Cameron. La cara interior del brocal carece de aterrazamientos, pero presenta un inusual reborde concéntrico, muy desgastado e irregular. Este es un cráter de suelo fracturado, posiblemente creado por un levantamiento de material del mare por debajo del interior. Posee un complejo de pico central relativamente bajo en el centro de la plataforma interior, relativamente plana. También muestra algunas delgadas grietas concéntricas con respecto al perímetro.
El cráter tiene un par de manchas oscuras débiles. Una de estas zonas se localiza apenas al sur del pico central y la otra yace junto al borde norte, cerca de Cameron. Estas manchas fueron creadas probablemente por depósitos de cenizas procedentes de pequeños respiraderos volcánicos. Taruntius tiene un sistema de marcas radiales con un radio de más de 300 kilómetros. Debido a estos rayos, se clasifica como parte del Período Copernicano.

## Cráteres satélite
Por convención estos elementos son identificados en los mapas lunares poniendo la letra en el lado del punto medio del cráter que está más cercano a Taruntius.
|           | \| Taruntius \| Coordenadas \| Diámetro \| \| --------- \| -------------------------- \| -------- \| \| B \| 3°18′N 46°36′E / 3.3, 46.6 \| 7 km \| \| F \| 4°00′N 40°30′E / 4.0, 40.5 \| 11 km \| \| H \| 0°18′N 49°54′E / 0.3, 49.9 \| 8 km \| \| K \| 0°36′N 51°36′E / 0.6, 51.6 \| 5 km \| \| L \| 5°30′N 44°24′E / 5.5, 44.4 \| 14 km \| \| O \| 2°12′N 54°18′E / 2.2, 54.3 \| 7 km \| \| P \| 0°06′N 51°36′E / 0.1, 51.6 \| 7 km \| \| R \| 6°06′N 47°54′E / 6.1, 47.9 \| 5 km \| \| S \| 4°54′N 42°24′E / 4.9, 42.4 \| 5 km \| \| T \| 3°24′N 47°30′E / 3.4, 47.5 \| 10 km \| \| U \| 5°36′N 50°06′E / 5.6, 50.1 \| 12 km \| \| V \| 4°30′N 49°48′E / 4.5, 49.8 \| 21 km \| \| W \| 5°30′N 48°54′E / 5.5, 48.9 \| 15 km \| \| X \| 7°42′N 53°00′E / 7.7, 53.0 \| 23 km \| \| Z \| 7°36′N 44°54′E / 7.6, 44.9 \| 17 km \| |          |
| Taruntius | Coordenadas | Diámetro |
| B         | 3°18′N 46°36′E / 3.3, 46.6 | 7 km     |
| F         | 4°00′N 40°30′E / 4.0, 40.5 | 11 km    |
| H         | 0°18′N 49°54′E / 0.3, 49.9 | 8 km     |
| K         | 0°36′N 51°36′E / 0.6, 51.6 | 5 km     |
| L         | 5°30′N 44°24′E / 5.5, 44.4 | 14 km    |
| O         | 2°12′N 54°18′E / 2.2, 54.3 | 7 km     |
| P         | 0°06′N 51°36′E / 0.1, 51.6 | 7 km     |
| R         | 6°06′N 47°54′E / 6.1, 47.9 | 5 km     |
| S         | 4°54′N 42°24′E / 4.9, 42.4 | 5 km     |
| T         | 3°24′N 47°30′E / 3.4, 47.5 | 10 km    |
| U         | 5°36′N 50°06′E / 5.6, 50.1 | 12 km    |
| V         | 4°30′N 49°48′E / 4.5, 49.8 | 21 km    |
| W         | 5°30′N 48°54′E / 5.5, 48.9 | 15 km    |
| X         | 7°42′N 53°00′E / 7.7, 53.0 | 23 km    |
| Z         | 7°36′N 44°54′E / 7.6, 44.9 | 17 km    |

Los siguientes cráteres han sido renombrados por la UAI:
- Taruntius A - Véase cráter Asada.
- Taruntius C - Véase cráter Cameron.
- Taruntius D - Véase cráter Watts.
- Taruntius E - Véase cráter Zähringer.
- Taruntius G - Véase cráter Anville.
- Taruntius M - Véase cráter Lawrence.
- Taruntius N - Véase cráter Smithson.

|  |  |  |  |

|  |  |  |

## Referencias

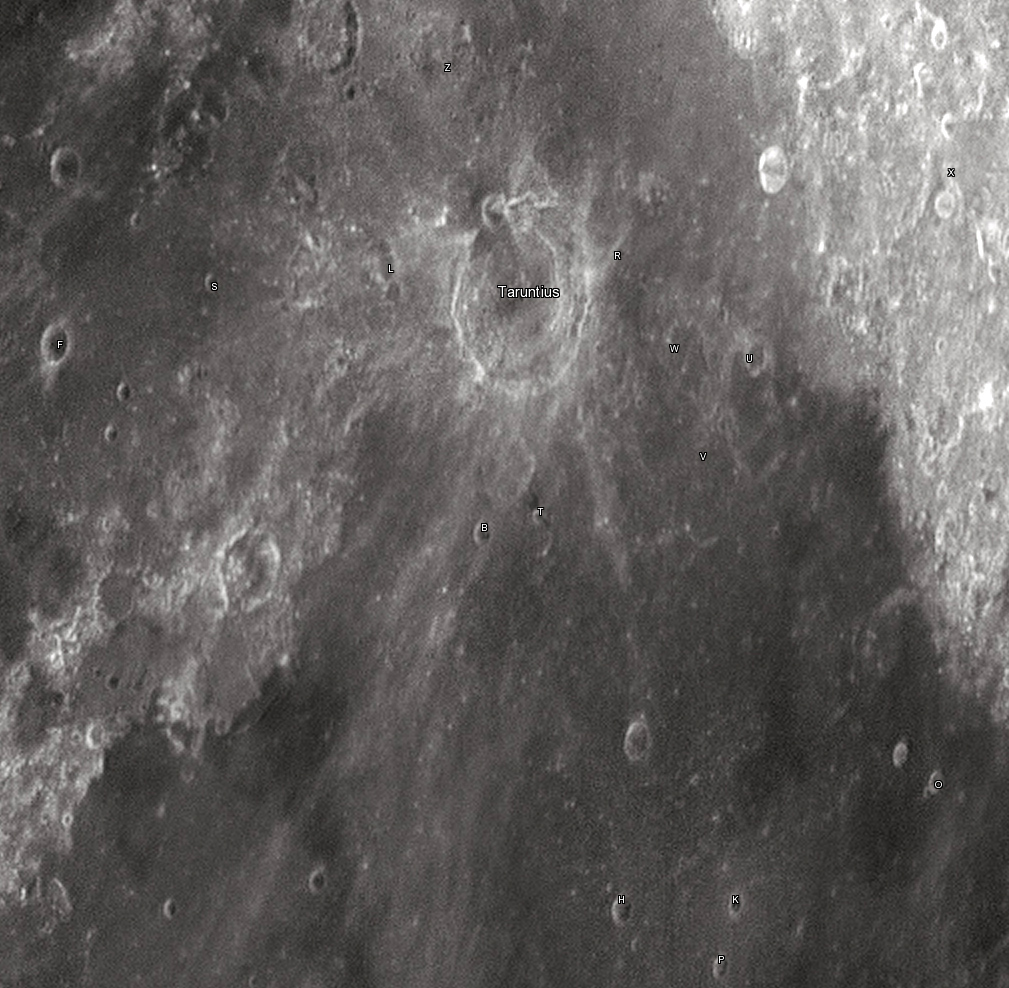
Taruntius visto desde la Tierra en 2012 (Universidad de Hertfordshire)